# Peperomia williamsii
Peperomia williamsii är en pepparväxtart som beskrevs av C. Dc.. Peperomia williamsii ingår i släktet peperomior, och familjen pepparväxter. Inga underarter finns listade i Catalogue of Life.